# フキバッタ
フキバッタ（蕗飛蝗）は、バッタ科フキバッタ亜科 Melanoplinae に分類されるバッタの総称である。なお前胸腹板突起があり、同様の突起を持つツチイナゴ亜科やイナゴ亜科その他とともに独立のイナゴ科 (Catantopidae) として分類される場合もある。

## 分布
世界では120属890種以上が知られ、全北区、東洋区、新熱帯区に分布する。代表的な属であるサッポロフキバッタ属 Podisma はユーラシア、北米大陸）に16種ほどが分布する。日本では北海道にサッポロフキバッタ（札幌蕗飛蝗、学名 Podisma sapporensis sapporensis）など3種1亜種が分布する。
また、バッタ相が比較的貧相な日本において、各地で種分化しているミヤマフキバッタ属 Parapodisma は日本、朝鮮半島など東アジアに固有の属である。日本からは13種程度が知られるが、ほとんどの種が日本固有種で、本州、四国、九州の各地に分布するが、分布域が限定される種が多い。

## 特徴
身体はメスの方が大きめで、一般にオスの体長は 25mm 前後、メスでは 30mm 前後だが、個体や地域によって差異は大きく、中には 40mm を超える個体も存在する。その体型は、腹が長く細長く見えるものから、腹が短く詰まって見えるもの、腹の先が上に反り返っているものなど様々である。触角は概ね 10mm 以下。
その姿は一見するとイナゴ（イナゴ亜科）に似るが、ほとんどの種は翅が退化しており、飛ぶことはできない。一般に、胸に退化した翅の跡が残るが、その長さは腹を覆うほど長いものから、ほとんど無いものまで、多様である。イナゴ亜科との違いは、後腿節の後端の側葉（そくよう：二股に見える部分）が尖らないことや、後脛節の先端部外面に不動棘（関節なしに直接生える棘）がないことなどである。ハネナガフキバッタなどは翅が長いため特にイナゴ類に似るが、これらの点で区別することができる。
体色は緑色を基調とし、背筋が茶色になるものもある。眼の後ろに黒線が入るが、この線の長さは頭部で止まるものから腹まで続くものまで様々で、その様子も種の識別の目安になる。
脚も緑色だが、模様が入らないもの、黒い模様が入るもの、赤くなるものなど様々である。他のバッタと同様、その脚で跳ねることができるが、オンブバッタなどに比べると動きは活発でなく、のんびりしているものが多い傾向がある。
これらの特徴は地域等により様々に分化しており、大まかな外見だけで種を特定するのは困難であるが、体長 25 - 40mm 程度で、外見がイナゴに似ていて翅が退化して飛べないものは、多くの場合フキバッタ類であることが多い。実際の種の同定では主に交尾器の形態が重要視され、特に雄の交尾器に種の特徴が出る。しかし、一部の種を除けば比較的分布が限られるものが多いため、生息地からある程度の種を絞ることができる。

## 生態
成虫は年に 1回、夏から秋にかけて発生する。
フキの葉を好んで食べることからこの名が付いたが、他にもクズやフジバカマなどの広く柔らかい葉を好んで食べる。これらの食草が生い茂る、林縁や落葉広葉樹林などの明るい林床などに生息する。
なお、ヤマトカスミニクバエ (Blaesoxipha japonensis) などニクバエの幼虫に捕食寄生される場合があることも近頃の研究で判明している。その他詳細は不明ながらヤドリバエ科やツリアブ科などの寄生を受けている可能性もある。

## 日本の種
かつては北海道に生息する種をフキバッタ（サッポロフキバッタ、学名 Podisma sapporense）、本州以南の種を一括してミヤマフキバッタ（深山蕗飛蝗、学名 Parapodisma sp.）と大きく分類されることが主流であったが、近年研究が進んだところミヤマフキバッタに一括されていた中にも地域等により形態的差異があることが明らかになってきたことから、次のように分類されるようになった。
フキバッタ類は翅が退化し飛べないために個体の移動範囲が狭く、そのため地域毎の分化が進んでいったと考えられている。メダカなどと同様に遺伝的にも地域毎に分化が進んでおり地域固有種が存在すると考えられていること、生殖隔離が不完全である（種間交雑により雑種が生まれやすい）と考えられていること、そもそも情報不足であることなどから、今なお相次ぐ丘陵地の人為的開発による破壊や雑木林など里山的環境の退廃、遺伝子汚染などにより地域固有種が失われる可能性もあり、地域の絶滅危惧種に指定されている場合も多い。
現在は主に下記の種に分けられると考えられているが、フキバッタ類は地域毎の分化が進んでいてその境界が不明瞭なことから、種の特定が大変難しく、そもそも何種に分類されるべきかも確定していない。一時期は地域毎に独立種とする見方もあり、下記の種は大まかな分布地域によって判断されていたが、最近ではある程度の生殖隔離があるものを種とする考え方により、オスの交尾器の形で判断されることが主流になりつつある。
- シリアゲフキバッタ属 Aanapodisma Dovnar-Zapolskij, 1933（東アジア温帯に3種）
  - シリアゲフキバッタ Aanapodisma miramae Dovnar-Zapolskij, 1933
ロシア沿海州、朝鮮半島、済州島、日本（対馬のみ）、中国河南省。
- アオフキバッタ属 Aopodisma Tominaga et Uchida, 2001（日本固有で1属1種）
  - アオフキバッタ Aopodisma subaptera (Hebard, 1924)
青森県以南〜関東山地〜長野県、山梨県まで。別名：コバネフキバッタ
- ダイリフキバッタ属 Callopodisma Kanō, 1996（日本固有で1属1種）
  - ダイリフキバッタ Callopodisma dairisama (Scudder, 1897)
雄の交尾器によって3型に分けられ、それぞれ分布域を異にしている。長野県〜岐阜県〜愛知県一帯（東海型）、和歌山県を除く近畿（中近畿型）、中国地方東部〜近畿北部（中国・北近畿型）。
- タラノキフキバッタ属 Fruhstorferiola Wilemse, 1922（東南アジアに9種）
  - タラノキフキバッタ Fruhstorferiola okinawaensis (Shiraki, 1930)
翅はある程度発達しており、腹部の2/3程度を覆う。春頃には幼虫がツワブキなどに群れているのが見られ、夏季には石灰岩地のタラノキの上に多数集まって交尾しているのが観察される。別名：オオオキナワイナゴモドキ、オオシマフキバッタ。奄美大島〜沖縄本島北部。
- ハネナガフキバッタ属 Ognevia Ikonnikov, 1911（世界に2種）
  - ハネナガフキバッタ Ognevia longipennis (Shiraki, 1910)
名前のとおり発達した4枚の翅を持ちよく飛翔する。そのため外見上はイナゴ類によく似る。分布は広く、特に北の地方では個体数が多く、時に大発生することがある。多くの植物を食べるが、イネ科やカヤツリグサ科は食べない。大発生時にはマメ科やアブラナ科、ソバなどの農作物を食害するが、大きな被害には至らないことが多い。種小名はラテン語で longus（長い）+ penna（翅）の意で和名同様、発達した翅に因む。
- ミヤマフキバッタ属 Parapodisma Mistshenko, 1947（東アジアに13種以上）
  - カケガワフキバッタ Parapodisma awagatakensisi Ishikawa, 1998
ヒメフキバッタに似るが交尾器が異なり、雌が赤くなることはない。和名は静岡県の掛川に、学名は同市にある粟ヶ岳に因む。 静岡県（天竜川〜大井川間）
  - テカリダケフキバッタ Parapodisma caelestis Tominaga et Ishikawa, 2001
現在のところ、日本で唯一の高地性のミヤマフキバッタ属とされる。和名は生息地の光岳（てかりだけ）に因む。南アルプス。
  - ヒメフキバッタ Parapodisma etsukoana Kobayashi, 1986
カケガワフキバッタに似ているが交尾器で区別される。雌の腹部は赤みを帯びるが、メスアカフキバッタの生息地に隣接する個体群では全身が赤くなり、分布の西南限では全身が緑色になるという。人名に因むらしい種小名の由来については原記載に説明されていない。福島県南部〜甲信越〜関東〜近畿北東部及び三重県の一部。
  - キイフキバッタ Parapodisma hiurai Tominaga et Kano, 1987
ブナ林などの湿潤な環境に生息する。紀伊半島の山地（南北では葛城山-古座川町、東西では高野町-三重県）[1]。
  - ミカドフキバッタ Parapodisma mikado Bolivar, 1890
雄の尾肢は先端に向かって広がり端部が裁断状となるのが分かりやすい特徴。湿潤な環境を好み、森林限界まで生息する。分布が広く、それに応じて地理的変異も多い。サハリン、国後島、北海道、東北、関東、中部、滋賀県まで。東北南部以東ではほぼ日本海側に限られる。別名：ミヤマフキバッタ、マルイナゴ。ミヤマ〜の名はなぜか属名にのみ残っている。
  - シコクフキバッタ Parapodisma niihamensis Inoue, 1979
核型の違いから本種をタイプ種とするシコクフキバッタ属 Pseudoparapodisma Inoue, 1985 が創設されたが、外部形態には別属とするほどの違いがないことから、ミヤマフキバッタ属に含めるとする意見が主流のようである。山地のブナ林の林床など、比較的湿潤な環境に生息する。四国、淡路島（先山：せんざん）。
  - ヤマトフキバッタ Parapodisma setouchiensis Inoue, 1979
低地から丘陵地、山地まで広く生息し、一部では森林限界まで見られるという。この属ではミカドフキバッタと並んで広い分布をする。近畿以北のものは P. yamato Tominaga et Storozhenko 1996とされたが、それより西南に分布するセトウチフキバッタ P. setouchiensis の syn. と見なされ、学名は古い方の setouchuensis が有効となるが、和名の方はより広く使用されてきたヤマトが使用され、和名と学名とに捩れ現象が生じた。別名：セトウチフキバッタ、トガリバネフキバッタ。青森県南部から九州（屋久島・種子島を含む）、韓国、中国。なお、本種と下記の各種は、いずれもオスの生殖器の形が酷似することから同種であると考える意見や、それぞれをヤマトフキバッタの型として見る意見などがある。
    - Parapodisma bandii An et Lee, 1986
朝鮮半島に分布しており、韓国では本種のみが確認されている。
    - ヒョウノセンフキバッタ Parapodisma hyonosenensis hyonosenensis Tominaga & Kanō, 1996
京都府、兵庫県、鳥取県東部。学名・和名とも生息地の一つ氷ノ山から。
    - キビフキバッタ Parapodisma hyonosenensis kibi Tominaga & Kanō, 1996
兵庫県西部〜岡山県。学名・和名は生息地の古名の吉備から。
    - オマガリフキバッタ Parapodisma tanbaensis Tominaga et Kanō, 1989
福井県西部〜近畿。学名は生息地の丹波から。和名は雄の尾肢が強く曲がることによる。

  - キンキフキバッタ Parapodisma subastris Huang, 1983
陽地性とされ、ヤマトフキバッタと混生する。長野県、岐阜県、福井県〜近畿（紀伊半島北縁が南限）。
  - オナガフキバッタ Parapodisma yasumatsui Yamasaki, 1980
形態的にはキイフキバッタやシコクフキバッタに近縁で、生態的にも似ており、山地の湿潤な環境に生息する。九州山地、甑島
  - タンザワフキバッタ Parapodisma tanzawaensis Tominaga et Wada, 2001
関東。一部ではメスアカフキバッタの分布域と隣接しており、隣接地域では交雑個体群と思われるものも見られるという。そのためメスアカフキバッタの亜種とする見方もあったが、独立種として記載され、現在もそのように扱われている。
  - メスアカフキバッタ Parapodisma tenryuensis Kobayashi, 1983
名前のとおり、雌は体全体が赤みを帯びる。2次林の林縁部などに生息する。分布域の南半（静岡県から山梨県）一帯の個体群は雌の背中のみが赤くなるため、セアカ型（セアカフキバッタ）と呼ばる。セアカ型では雄の尾肢の形態なども多少異なるという。分布域東限ではタンザワフキバッタと交雑していると考えられている。 関東、中部。
- サッポロフキバッタ属 Podisma Berthold, 1827（旧北区に16種）
  - サッポロフキバッタ（別名：フキバッタ） Podisma sapporensis sapporensis Shiraki, 1910
北海道、サハリン、千島列島に分布する。比較的早くから、上記の Parapodisma 属各種とは区別されている。
  - サッポロフキバッタ千島亜種 P. sapporensis kurilensis Bey-Bienko, 1949
択捉島、国後島
  - チャチャフキバッタ P. tyatiensis Bugrov et Sergeev, 1997
国後島（爺爺岳：1300-1500m）
  - クサツヒキバッタ P.kanoi Storozhenko, 1993
福島県・栃木県・群馬県・新潟県の県境にまたがる山岳地地帯の1600m以上の山頂付近。
- ハヤチネフキバッタ属 Prumna Motschoulsky, 1859（世界に25種、日本に1種）
  - ハヤチネフキバッタ Prumna hayachinensis (Inoue, 1979)
体全体に黒っぽい小点が多ある。翅は小さく細いため、側面のみに張り付くように存在して背の上面には達しない。雄の尾肢の先端は丸く広がりヘラ状。ダイリフキバッタと混同されたりした、Pezotettix fauriei Bolivar, 1890（ヘラミヤマフキバッタ）は本種のシノニムの可能性があるという。別名：マルオフキバッタ、トワダマルオフキバッタ。北海道（渡島半島）、東北地方。
- タイリクフキバッタ属 Sinopodisma Chang, 1940（中国を中心に32種）
  - クニガミフキバッタ Sinopodisma aurata Ito, 1999
石灰岩地の照葉樹林の林縁部にヤエヤマフキバッタなどとともに7月-12月に見られる。石垣島、西表島、波照間島。別名：モモアカコバネバッタ、ヤエヤマモモアカフキバッタ、ヤエヤマフキバッタ。
  - アマミフキバッタ Sinopodisma punctata Mistshenko, 1954
海岸付近の低地から600m付近の山頂付近までの林縁部の潅木や草などに見られる陽地性種。7月から12月まで見られ、果樹の害虫。口ノ三島（薩摩硫黄島）、トカラ列島、奄美大島。
- トンキンフキバッタ属 Tonkinacris Carl, 1916（東南アジアに5種）
  - オキナワフキバッタ Tonkinacris ruficerus Ito, 1999
リュウキュウマツ林の林縁や植栽されたリュウキュウマツなどにも見られる。沖縄本島北部。
  - ヤエヤマフキバッタ Tonkinarcris yaeyamaensis Ito, 1999
夜行性。センダンの若木などに集まって交尾しているのが観察されている。石垣島、西表島。
- タカネフキバッタ属 Zubovskya Dovnar-Zapolskij, 1933（世界に8種1亜種）
  - ダイセツタカネフキバッタ Z. parvula (Ikonnikov, 1911)
北海道（日高山脈と石狩低地より東）、ロシア極東部、中国東北部

## 写真

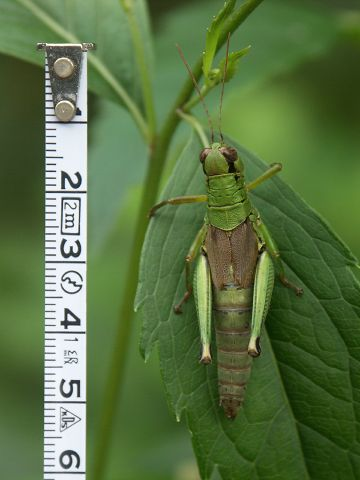
ヤマトフキバッタの背中。大型で茶色帯は無い。（東高根森林公園）
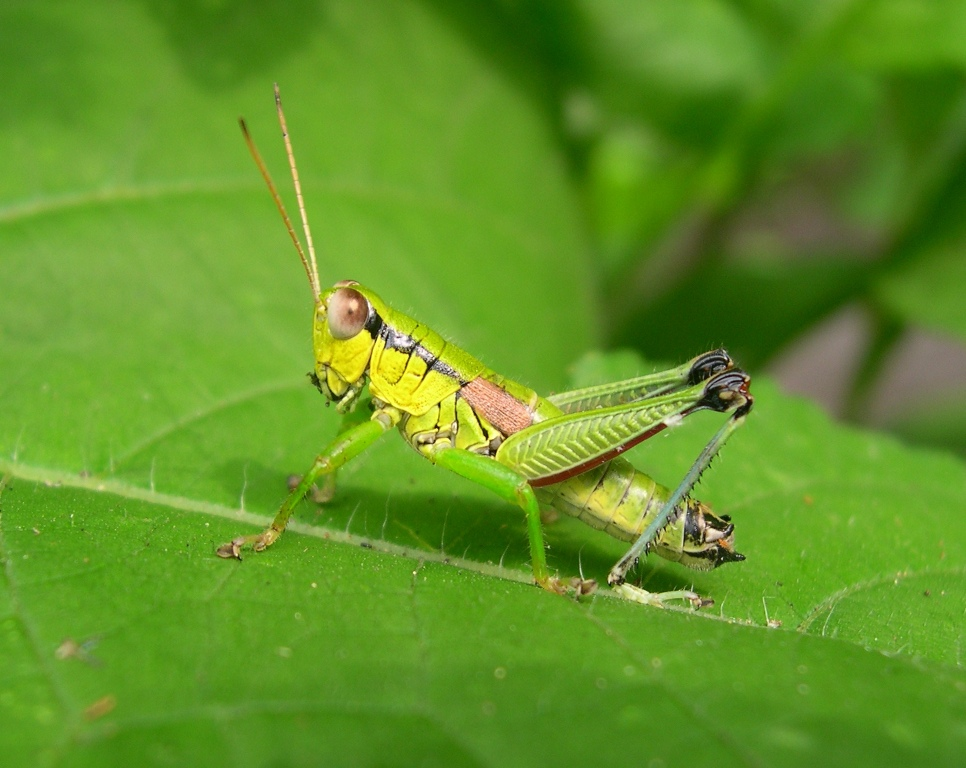
タンザワフキバッタの雄成虫（横浜市）
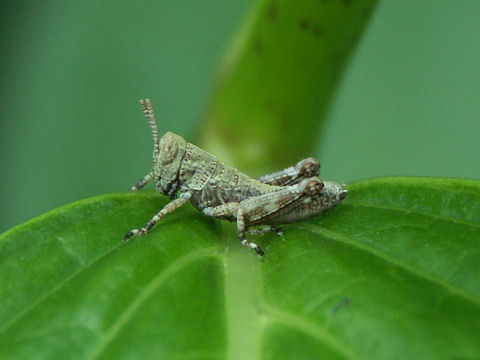
幼虫
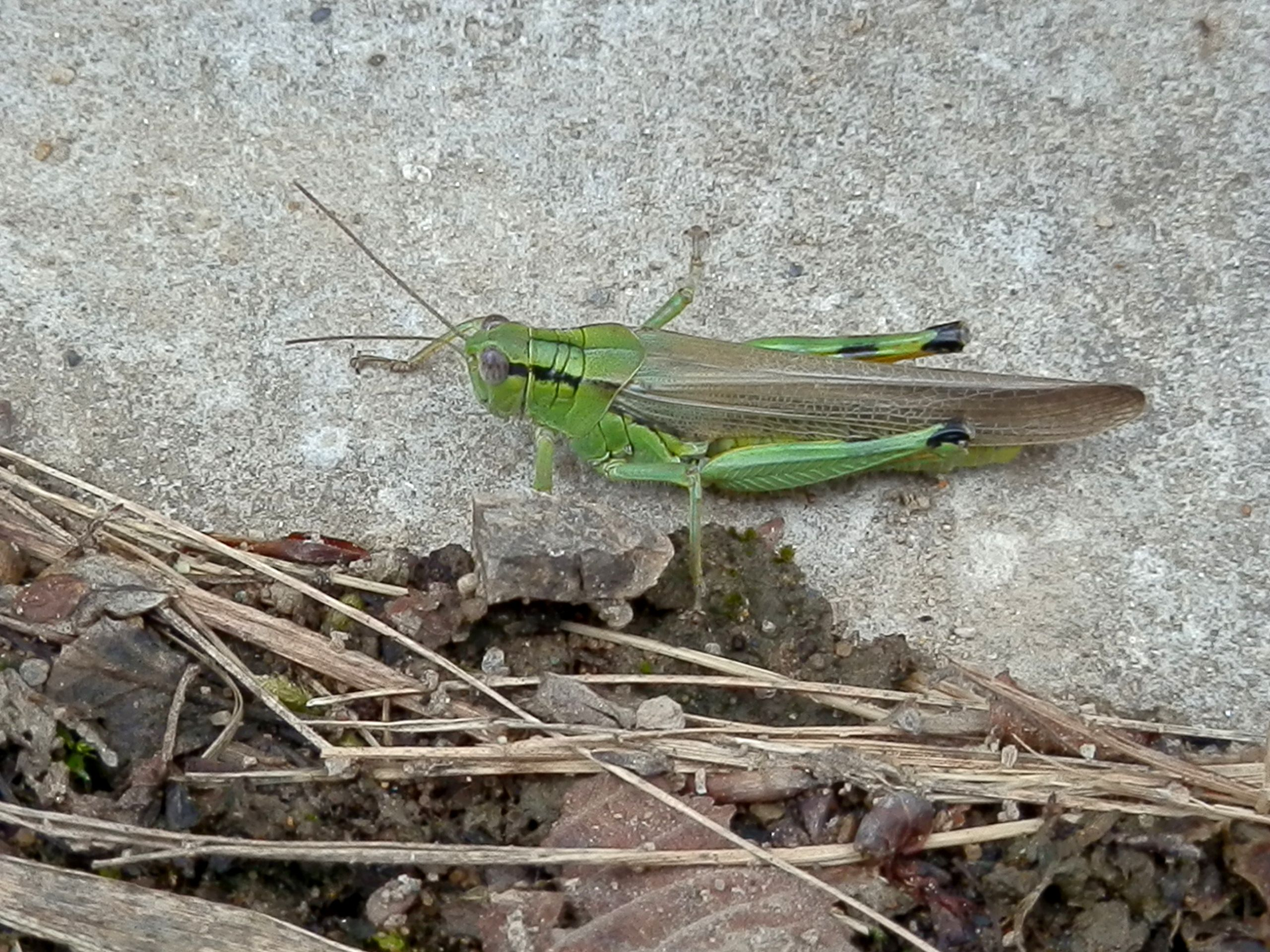
ハネナガフキバッタ
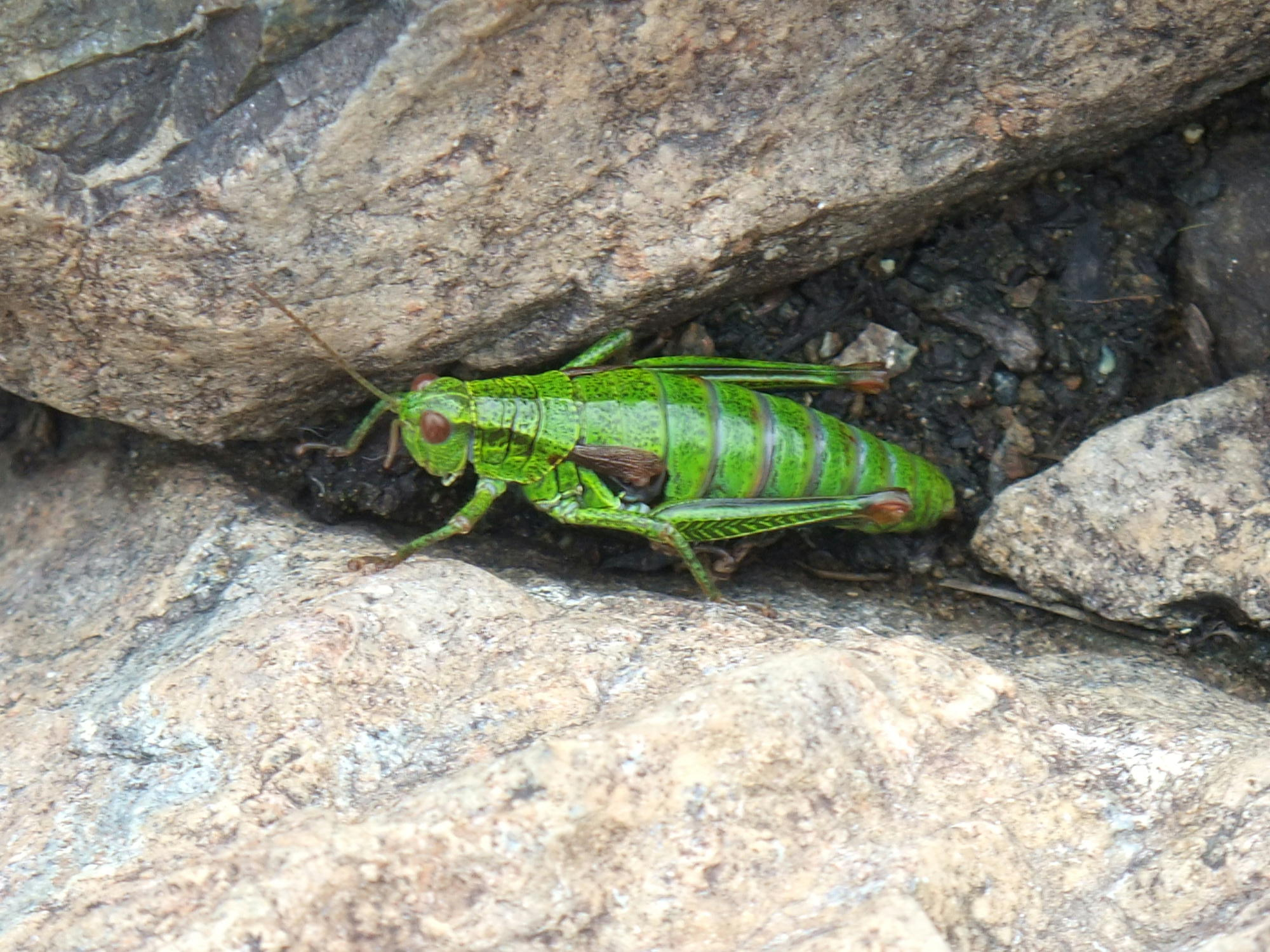
ハヤチネフキバッタ